# Protohelius nigricolor
Protohelius nigricolor là một loài ruồi trong họ Limoniidae. Chúng phân bố ở miền Cổ bắc.